# Espaço Rap
Espaço Rap é uma coleção de coletâneas musicais lançadas entre 1999 e 2006 com músicas do rap brasileiro.

## Volumes
- 1 (1999)
- 2 (2000)
- 3 (2000)
- 4 (2000)
- 5 (2001)
- 6 (2002)
- 7 (2002)
- 8 (2003)
- 9 (2004)
- 10 (2006)
- 11 (2006)

Especiais
- Ao Vivo
- Ao Vivo Especial
- Série Especial
- Festa Ao Vivo